# Дыскин, Ефим Анатольевич
Ефи́м Анато́льевич Ды́скин, другой вариант — Хаим Нафтульевич (10 января 1923, деревня Короткие Почепского уезда, Гомельская губерния — 14 октября 2012, Санкт-Петербург) — советский и российский военный медик, Герой Советского Союза (1942), генерал-майор медицинской службы (1981), доктор медицинских наук (1961), профессор, заслуженный деятель науки Российской Федерации (1995), начальник кафедры нормальной анатомии Военно-медицинской академии (1967—1988).

## Биография
Родился в семье служащего. Еврей. Окончив среднюю школу № 3 в Брянске, поступил в Московский институт философии, литературы и истории, в котором окончил первый курс, когда началась война.
В августе 1941 года Сокольническим райвоенкоматом города Москвы был призван в ряды Красной Армии и с осени 1941 г. участвовал в боях Великой Отечественной войны.
Воевал правым наводчиком 37-мм зенитного орудия 3-й батареи 694-го истребительно-противотанкового артиллерийского полка (16-я армия, Западный фронт). Отличился в боях под Москвой, в районе Скирмановских высот у деревни Горки Рузского района Московской области.
17 ноября 1941 года в бою на Волоколамском направлении расчёт его орудия (командир — сержант Семён Плохих, левый наводчик — красноармеец Иван Гусев, подносчик снарядов — Полоницын, полковой комиссар старший политрук Ф. Х. Бочаров) подбил и сжёг четыре танка противника. Е. Дыскин был несколько раз ранен (получил 14 осколков в спину), но не покинул поля боя, продолжил вести огонь, и всего с его участием было уничтожено семь вражеских танков. Это был рекорд для одного боя во время Великой Отечественной войны, такое кроме Дыскина совершил за всю войну только сержант Орлов под Сталинградом.
Указом Президиума Верховного Совета СССР «О присвоении звания Героя Советского Союза начальствующему и рядовому составу Красной Армии» от 12 апреля 1942 года за «образцовое выполнение боевых заданий командования и проявленные при этом отвагу и геройство» присвоено звание Героя Советского Союза с вручением ордена Ленина и медали «Золотая Звезда» (№ 989). После боя Е. А. Дыскина считали погибшим, и звание Героя Советского Союза ему было присвоено «посмертно». На самом деле он был жив, но тяжело ранен.

Всем известны имена панфиловцев, Зои Космодемьянской и других бесстрашных воинов, ставших легендарными, гордостью нашего народа. В один ряд с ними я бы поставил подвиг рядового наводчика орудия 694 артиллерийского противотанкового полка Ефима Дыскина.— Г. К. Жуков, 1961
До 1944 года проходил лечение в различных госпиталях, за это время сумел сдать экзамены за трёхгодичный курс медицинского училища и затем поступил в Военно-медицинскую академию. Член ВКП(б)/КПСС с 1944 года. В 1947 году он окончил Военно-медицинскую академию имени С. М. Кирова, в 1954 году — адъюнктуру при ней. В 1951 г. защитил кандидатскую, в 1961 г. — докторскую диссертацию.
В 1967 году Е. А. Дыскину присвоено воинское звание «полковник медицинской службы», в 1981 году — «генерал-майор медицинской службы».
В 1967—1988 гг. возглавлял кафедру нормальной анатомии Военно-медицинской академии имени С. М. Кирова. В 1988 году вышел в отставку, продолжил работать профессором-консультантом Военно-медицинской академии.
Похоронен на Богословском кладбище в Санкт-Петербурге.
Память
Ленинградская киностудия выпустила фильм «Солдат», посвящённый бывшему артиллеристу.

## Научная деятельность
Исследовал морфологию огнестрельной раны, воздействие на организм экстремальных факторов (гравитационные перегрузки, импульсные ускорения, гипербарическая оксигенация), проблемы коллатерального кровообращения, медицинской краниологии.

### Избранные труды
- Дыскин Е. А. Солдатский долг. Interlibrary. Дата обращения: 27 апреля 2012.
- Андреев В. В., Дыскин Е. А., Бабаханян Р. В. и соавт. Судебная медицина Санкт-Петербурга (история и организация) / Под ред. В. Д. Исакова и Е. А. Дыскина. — СПб., 1999. — 96 с.
- Дыскин Е. А. Анатомо-физиологические особенности илеоцекального отдела кишечника и их клиническое значение. — Л.: Медицина, 1965. — 180 с. — 2200 экз.
- Дыскин Е. А. Главнейшие направления в эволюции морфологических преобразований организма в процессе антропогенеза : Лекция для слушателей фак. подгот. врачей / Воен.-мед. акад. им. С. М. Кирова. — Л., 1989. — 32 с.
- Дыскин Е. А. Морфологическая и функциональная характеристики илеоцекального отдела кишечника и их клиническое значение : автореф. дис. … д-ра мед. наук. — Л., 1961. — 28 с.
- Дыскин Е. А. Общие принципы уровней организации строения тела человека : Лекция для слушателей фак. подготовки врачей. — Л., 1981. — 26 с.
- Дыскин Е. А. Приоритет Н. И. Пирогова в создании гипсовой повязки // Пирогов Н. И. Налепная алебастровая повязка в лечении простых и сложных переломов и для транспорта раненых на поле сражения. — М.: Медгиз, 1952. — С. 7—30.
- Дыскин Е. А. Различия в иннервации диафрагмы : Реф. дис. … канд. мед. наук. — Л., 1951. — 12 с.
- Дыскин Е. А. Сергей Петрович Фёдоров : Пособие для слушателей. Матер. к истории отеч. хирургии / Под ред. А. Н. Максименкова. — Л., 1956. — 34 с.
- Попов В. Л., Дыскин Е. А. И. В. Буяльский и его роль в развитии отечественной анатомии и судебной медицины. — Л., 1990. — 60 с.
- Дыскин Е. А., Александров Л. Н. Особенности воздействия на организм газодинамического давления. — Л., 1963.
- Дыскин Е. А., Конкин И. Ф. Проводящие пути центральной нервной системы : Учеб. пособие. — Л., 1977. — 63 с.
- Дыскин Е. А., Лев И. Д. Функциональная анатомия органов чувств : Учеб. пособие / Воен.-мед. акад. им. С. М. Кирова. — Л., 1987. — 154 с.
- Дыскин Е. А., Шабунин А. В. Алексей Николаевич Максименков (1906-1968). — СПб., 1995. — 92 с.

## Награды и звания
- Медаль «Золотая Звезда» (№ 989) Героя Советского Союза (1942);
- орден Ленина (1942; № 8154, получен в Свердловске 26.06.1942);
- орден Отечественной войны 1-й степени;
- орден Красной Звезды;
- орден «За службу Родине в Вооружённых Силах СССР» 3-й степени;
- медали;
- памятные наручные часы от Президента РФ — в честь 60-летия Победы в Великой Отечественной войне (6 мая 2005);
- приз «Большая Медведица» в номинации «Фронтовая доблесть» (2008) — за мужество и отвагу, проявленные на фронтах Великой Отечественной войны 1941—1945 годов[8];
- заслуженный деятель науки Российской Федерации — за заслуги в научной деятельности (указ Президента РФ № 788 от 31 июля 1995 года).